# European Le Mans Series 2001
La saison 2001 de l'European Le Mans Series a été l'unique saison de ce championnat. 

## Contexte
La compétition a vu le jour après la délocalisation en Europe de courses de l’American Le Mans Series l’année précédente. Certaines courses de la saison sont communes aux deux championnats : le Petit Le Mans, les 12 Heures de Sebring, Donnington et Jarama. Le manque d’intérêt de l’Europe pour ce championnat ne lui permet pas de s’installer[réf. nécessaire].
En 2003, l'Automobile Club de l'Ouest lance avec plus de succès une compétition basée sur les mêmes règles, les Le Mans Endurance Series qui débutent en 2004 après une course expérimentale et unique, les 1 000 kilomètres du Mans.

## Calendrier
| Manche | Course                     | Circuit                        | Date        |
| ------ | -------------------------- | ------------------------------ | ----------- |
| 1      | 12 Heures de Sebring *     | Sebring                        | 17 mars     |
| 2      | 2 Heures 45 de Donington * | Donington Park                 | 14 avril    |
| 3      | 2 Heures 45 de Jarama *    | Circuito Permanente Del Jarama | 20 mai      |
| 4      | 1 000 km d’Estoril         | Autódromo do Estoril           | 15 juillet  |
| 5      | Most                       | Autodrome de Most              | 5 août      |
| 6      | 2 Heures 45 de Vallelunga  | Circuit de Vallelunga          | 2 septembre |
| 7      | Petit Le Mans *            | Road Atlanta                   | 6 octobre   |

* - Courses communes avec l'American Le Mans Series 2001

## Résultats
Les vainqueurs du classement général de chaque manche sont inscrits en caractères gras.
| Manche | Circuit      | Équipe victorieuse LMP900                                 | Équipe victorieuse LMP675            | Équipe victorieuse GTS                       | Équipe victorieuse GT                       |
| Manche | Circuit      | Pilotes victorieux LMP900                                 | Pilotes victorieux LMP675            | Pilotes victorieux GTS                       | Pilotes victorieux GT                       |
| ------ | ------------ | --------------------------------------------------------- | ------------------------------------ | -------------------------------------------- | ------------------------------------------- |
| 1      | Sebring      | #1 Audi Sport North America                               |                                      | #26 Konrad Team Saleen                       | #23 Alex Job Racing                         |
| 1      | Sebring      | Michele Alboreto Rinaldo Capello Laurent Aïello           |                                      | Oliver Gavin Terry Borcheller Franz Konrad   | Sascha Maassen Lucas Luhr Emmanuel Collard  |
| 2      | Donington    | #1 Audi Sport Team Joest                                  | #21 Rowan Racing                     | #41 RML                                      | #23 Alex Job Racing                         |
| 2      | Donington    | Tom Kristensen Rinaldo Capello                            | Martin O'Connell Warren Carway       | Bruno Lambert Ian McKellar Jr.               | Lucas Luhr Sascha Maassen                   |
| 3      | Jarama       | #1 Audi Sport Team Joest                                  | #5 Dick Barbour Racing               | #26 Konrad Team Saleen                       | #43 Team Schnitzer                          |
| 3      | Jarama       | Tom Kristensen Rinaldo Capello                            | Eric van de Poele Didier de Radiguès | Toni Seiler Walter Brun Franz Konrad         | Dirk Müller Fredrik Ekblom                  |
| 4      | Estoril      | #72 Pescarolo Sport                                       |                                      | #41 RML                                      | #77 Freisinger Motorsport                   |
| 4      | Estoril      | Jean-Christophe Boullion Laurent Redon Boris Derichebourg |                                      | Bruno Lambert Ian McKellar Jr. Chris Goodwin | Xavier Pompidou Romain Dumas                |
| 5      | Most         | #7 Johansson Motorsport                                   | #38 ROC                              | #41 RML                                      | #60 P.K. Sport                              |
| 5      | Most         | Stefan Johansson Patrick Lemarié                          | Jordi Gené Christophe Pillon         | Bruno Lambert Ian McKellar Jr.               | Robin Liddell Mike Youles                   |
| 6      | Vallelunga   | #9 Lanesra                                                | #28 Didier Bonnet                    | #41 RML                                      | #66 Harlow Motorsport                       |
| 6      | Vallelunga   | Richard Dean Gary Formato                                 | François Jakubowski (de) Xavier Bich | Ian McKellar Jr. Chris Goodwin               | Terry Rymer Magnus Wallinder                |
| 7      | Road Atlanta | #2 Audi Sport North America                               | #57 Dick Barbour Racing              | #4 Corvette Racing                           | #6 PTG                                      |
| 7      | Road Atlanta | Frank Biela Emanuele Pirro                                | Scott Maxwell John Graham Milka Duno | Kelly Collins Andy Pilgrim Franck Fréon      | Hans Joachim Stuck Boris Said Bill Auberlen |

## Classement écuries

### Classement LMP900
| Pos | Écurie                   | Châssis                            | Moteur                                | 1  | 2  | 3  | 4  | 5  | 6  | 7  | Total |
| --- | ------------------------ | ---------------------------------- | ------------------------------------- | -- | -- | -- | -- | -- | -- | -- | ----- |
| 1   | Johansson Motorsport     | Audi R8                            | Audi 3.6L Turbo V8                    | 22 | 19 | 19 | 26 | 25 |    | 26 | 115   |
| 2   | Audi Sport North America | Audi R8                            | Audi 3.6L Turbo V8                    | 30 | 25 | 25 |    |    |    | 30 | 80    |
| 3   | Pescarolo Sport          | Courage C60                        | Peugeot A32 3.2L Turbo V6             | 18 | 17 |    | 30 |    |    |    | 65    |
| 4   | Panoz Motorsports        | Panoz LMP07 Panoz LMP-1 Roadster-S | Élan (Zytek) 4.0L V8 Élan 6L8 6.0L V8 | 17 | 14 | 17 |    |    |    | 19 | 50    |
| 5   | Lanesra Racing           | Panoz LMP-1 Roadster-S             | Élan 6L8 6.0L V8                      |    |    |    |    | 21 | 25 |    | 46    |
| 6   | Westward Racing          | Panoz LMP-1 Roadster-S             | Élan 6L8 6.0L V8                      |    | 15 |    |    |    |    |    | 15    |
| 7   | Team PlayStation (Oreca) | Chrysler LMP                       | Mopar 6.0L V8                         |    | 12 |    |    |    |    |    | 12    |
| 8   | Team Ascari              | Ascari A410                        | Judd GV4 4.0L V10                     |    | 11 |    |    |    |    |    | 11    |

### Classement LMP675
| Pos | Écurie                     | Châssis           | Moteur                   | 1  | 2  | 3  | 4  | 5  | 6  | 7  | Total |
| --- | -------------------------- | ----------------- | ------------------------ | -- | -- | -- | -- | -- | -- | -- | ----- |
| 1=  | Didier Bonnet              | Debora LMP200     | BMW 3.2L I6              |    |    |    | 30 | 21 | 25 |    | 76    |
| 1=  | Dick Barbour Racing        | Reynard 01Q       | Judd GV675 3.4L V8       |    | 21 | 25 |    |    |    | 30 | 76    |
| 3   | Roock-KnightHawk Racing    | Lola B2K/40       | Nissan (AER) VQL 3.4L V8 | 30 |    | 21 |    |    |    | 22 | 51    |
| 4   | Racing Organisation Course | Reynard 2KQ       | Volkswagen 2.0L Turbo I4 |    |    |    |    | 25 |    | 19 | 44    |
| 5   | Rowan Racing               | Pilbeam (en) MP84 | Nissan (AER) VQL 3.0L V6 |    | 25 |    |    |    |    |    | 25    |

### Classement GTS
| Pos | Écurie             | Châssis                     | Moteur                                 | 1  | 2  | 3  | 4  | 5  | 6  | 7  | Total |
| --- | ------------------ | --------------------------- | -------------------------------------- | -- | -- | -- | -- | -- | -- | -- | ----- |
| 1   | Ray Mallock Ltd.   | Saleen S7-R                 | Ford 7.0L V8                           |    | 25 | 19 | 30 | 25 | 25 |    | 124   |
| 2   | Konrad Team Saleen | Saleen S7-R                 | Ford 7.0L V8                           | 30 | 21 | 25 | 26 | 21 | 19 | 26 | 123   |
| 3   | Brookspeed         | Chrysler Viper GTS-R        | Chrysler 8.0L V10                      |    |    |    | 24 |    |    | 17 | 41    |
| 4   | Konrad Motorsport  | Porsche 911 GT2 Saleen S7-R | Porsche 3.8L Turbo Flat-6 Ford 7.0L V8 |    |    | 21 |    |    |    | 19 | 40    |
| 5   | Cirtek Motorsport  | Porsche 911 GT2             | Porsche 3.8L Turbo Flat-6              |    |    |    |    |    | 21 |    | 21    |

### Classement GT
| Pos | Écurie                    | Châssis                  | Moteur                | 1  | 2  | 3  | 4  | 5  | 6  | 7  | Total |
| --- | ------------------------- | ------------------------ | --------------------- | -- | -- | -- | -- | -- | -- | -- | ----- |
| 1   | P.K. Sport                | Porsche 911 GT3-RS       | Porsche 3.6L Flat-6   |    | 19 | 17 | 26 | 25 | 14 |    | 101   |
| 2   | Paco Orti Racing          | Porsche 911 GT3-R        | Porsche 3.6L Flat-6   |    | 14 | 14 | 20 | 19 | 19 |    | 86    |
| 3   | Harlow Motorsport         | Porsche 911 GT3-R        | Porsche 3.6L Flat-6   |    |    | 11 | 24 | 15 | 25 |    | 75    |
| 4   | Alex Job Racing           | Porsche 911 GT3-RS       | Porsche 3.6L Flat-6   | 30 | 25 | 19 |    |    |    | 24 | 74    |
| 5   | Sebah Automotive, Ltd.    | Porsche 911 GT3-R        | Porsche 3.6L Flat-6   |    | 8  | 10 | 13 | 21 | 13 | 16 | 73    |
| 6   | Seikel Motorsport         | Porsche 911 GT3-RS       | Porsche 3.6L Flat-6   | 19 | 17 | 13 | 22 |    |    | 18 | 71    |
| 7   | Freisinger Motorsport     | Porsche 911 GT3-RS       | Porsche 3.6L Flat-6   | 16 |    |    | 30 |    | 21 |    | 67    |
| 8   | BMW Motorsport            | BMW M3 GTR               | BMW 4.0L V8           | 24 | 10 | 25 |    |    |    | 26 | 61    |
| 9   | Kyser Racing              | Porsche 911 GT3-R        | Porsche 3.6L Flat-6   | 18 | 15 |    |    |    |    | 17 | 33    |
| 10  | Cirtek Motorsport         | Porsche 911 GT3-R        | Porsche 3.6L Flat-6   | 15 |    |    |    |    | 15 |    | 30    |
| 11= | Skea Racing International | Porsche 911 GT3-R        | Porsche 3.6L Flat-6   |    |    |    | 12 | 17 |    |    | 29    |
| 11= | Noël del Bello Racing     | Porsche 911 GT3-R        | Porsche 3.6L Flat-6   |    | 12 |    | 17 |    |    |    | 29    |
| 13  | Atomic Kitten Motorsport  | Chevrolet Corvette LM-GT | Chevrolet LS1 5.7L V8 |    |    |    | 14 |    | 11 |    | 25    |
| 14  | Luc Alphand Aventures     | Porsche 911 GT3-R        | Porsche 3.6L Flat-6   |    |    |    | 19 |    |    |    | 19    |
| 15  | Racing Engineering        | Porsche 911 GT3-R        | Porsche 3.6L Flat-6   |    |    |    | 16 |    |    |    | 16    |